# (15558) 2000 GR2
A (15558) 2000 GR2 a Naprendszer kisbolygóövében található aszteroida. A LINEAR projekt keretében fedezték fel 2000. április 3-án.